# NTTデータSMS
株式会社NTTデータSMS（英: NTT DATA SMS CORPORATION）は、NTTデータの子会社で、システムインテグレーター（ユーザー系）。東京都江東区に本社を置いている。

## 概要
NTTデータおよびNTTグループにおけるシステムの運用管理、電気通信事業、労働者派遣事業を行っている。元々はNTTデータの1部署だったが、事業部が独立し会社となった。
SMSとはService Management Solutionsの略である。

## 歴史
- 1995年 9月 - 運用管理のプロフェッショナルとして株式会社NTTデータの100％出資で設立
- 2010年 9月 - 「株式会社ＮＴＴデータＳＭＳ」へ商号変更
- 2020年 9月 - 創立25周年